# Mariä-Entschlafens-Kathedrale (Kragujevac)

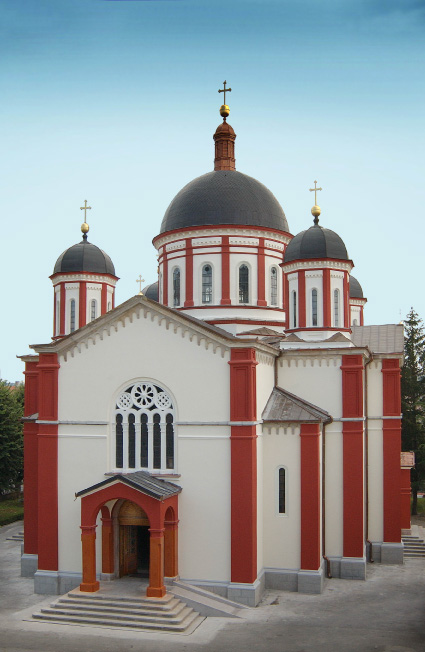
Die Mariä-Entschlafens-Kathedrale von Kragujevac

Die Mariä-Entschlafens-Kathedrale (serbisch: Саборна црква Успења Пресвете Богородице, Saborna crkva Uspenja Presvete Bogorodice), auch Nova Crkva (Neue Kirche) genannt, ist die serbisch-orthodoxe Kathedrale der zentralserbischen Großstadt Kragujevac.
Die von 1869 bis 1884 erbaute Kathedralskirche ist Sitz der Kirchgemeinde Kragujevac und der Pfarreien Kragujevac I–VIII im Dekanat Kragujevac der Eparchie Šumadija der serbisch-orthodoxen Kirche. Sie ist der Hauptsitz des Dekanats Kragujevac und der Eparchie Šumadija.
Das Gotteshaus ist von bedeutendem kulturellem Wert für die ganze Region und ist seit dem Jahre 2005 ein Kulturdenkmal der Republik Serbien. Die Kirche ist der Entschlafung der Allerheiligsten Gottesmutter Maria geweiht.
Die Mariä-Entschlafens-Kathedrale ist die erste Kirche Serbiens, die nach der Befreiung von den Osmanen im byzantinisch-romanischen Stil neu erbaut wurde.

## Lage
Die Kathedralskirche steht im Stadtzentrum der viertgrößten Stadt Serbiens, Kragujevac, nördlich des Flüsschens Lepenica. Das Gotteshaus hat die Adresse Ulica Kralja Aleksandra I Karađorđevića 31, benannt nach dem jugoslawischen König Aleksandar I. Im Kirchhof stehen der Bischofspalast der Eparchie Šumadija, der Glockenturm, ein modernes Konakgebäude und eine Kirchenquelle.

## Geschichte

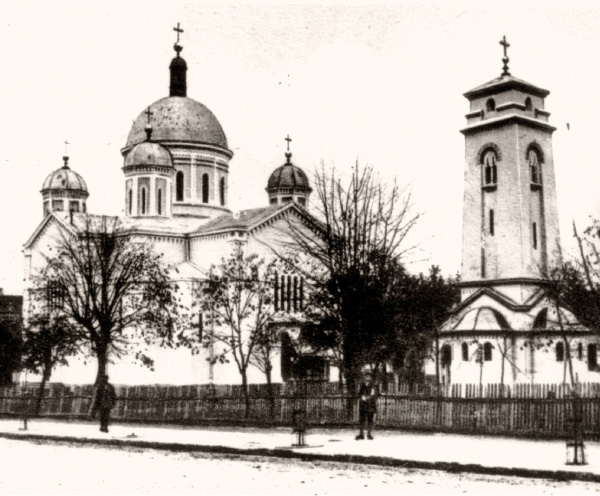
Historische Fotografie der Mariä-Entschlafens-Kathedrale

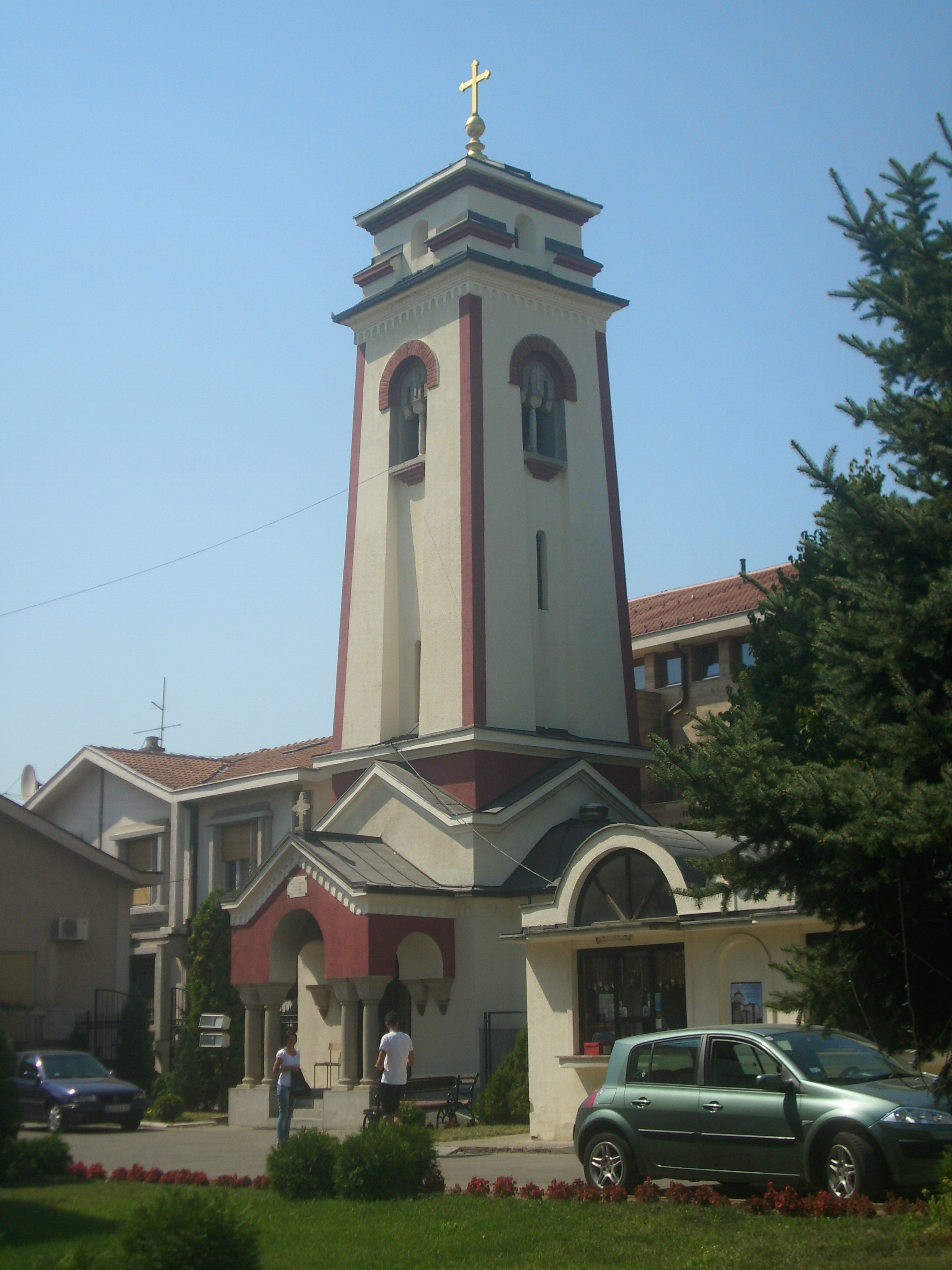
Der Glockenturm der Kathedrale

Der Plan zum Bau der Kathedrale wurde 1866 entworfen. Der Stadtrat von Kragujevac traf den Entschluss zum Bau der Kathedrale und versandte die Bitte an die damalige Leitung des damaligen Okrug Kragujevac, dass der Kathedralenbau stattfinden könne und unter der technischen Leitung des Architekten Andrej Andrejević stehen sollte, der den Kathedralenbauplan entworfen hatte. Baumeister der Kirche war Svetozar Tanazević.
Der bekannte Architekt und Ingenieur Andrejević war der erste Architekt, der in Serbien tätig war und im Ausland studiert hatte.
Der Bau der Mariä-Entschlafens-Kathedrale begann am 12. Juli 1869, am Feiertag der Hl. Apostel Peter und Paul (Petrovdan). In Anwesenheit des Belgrader Metropoliten der damaligen serbisch-orthodoxen Metropole Belgrad Mihailo (Jovanović), legte der damals noch minderjährige Fürst Milan Obrenović den Grundstein der Kirche. Im Zeitraum von 1872 bis 1879 fanden keine Bauarbeiten an der Kathedrale statt, da es zu Geld- und Ressourcenmangel kam.
Erst am Jahresende 1879 wurden die Mittel zum Weiterbau aufgetrieben, der dann auch wieder begann. Der Bau der Kathedrale war im Jahre 1884 beendet. Am Sonntag, dem 30. September 1884, wurde die Mariä-Entschlafens-Kathedrale vom Belgrader Metropoliten Teodosije (Mraović) feierlich geweiht.
1894 wurde die Frage nach einem Glockenturm für die neue Kathedrale gestellt. 1894 schickte der Vorstand der Kirchengemeinde einen Vorschlag an das Gericht, fünf Glocken für die Kathedrale zu beschaffen, da diese keine eigenen besaß. Es wurde beschlossen, die Glocken in der Kanonengießerei des militärtechnischen-Instituts in Kragujevac aus alten türkischen Kanonen zu schmelzen. Die größte Glocke schenkte König Aleksandar der Kathedrale. Der Kauf der restlichen vier Glocken wurde von der Kirchgemeinde mit Erlaubnis des damaligen Ministers für Bildung und kirchliche Angelegenheiten selbst aufgebracht.
1911 wurden die Fassade der Kathedrale neu verputzt. Im Jahre 1916 zur Zeit des Ersten Weltkriegs wurden die Glocken und das Kupferdach der Kathedrale von den Österreichern entwendet. Auch die Fassade im Inneren und Äußeren war schwer beschädigt worden. Nach dem Krieg begann man mit der Renovierung der Kathedrale. 1922 hatte Sima Radulović die Hälfte seines Besitzes der Kirchengemeinde zum Bau eines Glockenturms vermacht. Der neben der Kathedrale frei stehende Glockenturm wurde von April bis September 1928 erbaut nach dem Plan des aus der Sowjetunion in das Königreich Jugoslawien geflohenen Architekten Monid Maktejev. Aus dem Vermächtnis von Hr. Radulović wurde eine neue Glocke gekauft und eine zweite Glocke wurde durch Spenden der Gläubigen finanziert.
1930 wurde erstmals in der Kathedrale Elektrizität installiert. 1981 wurde der Kirchenchor Hor Uspenja Presvete Bogorodice gegründet. Erste Dirigenten des Chors waren Erzpriester Stanko Sekulić und seine Ehefrau Jovanka Sekulić.

## Architektur
Die Kathedrale ist von großer architektonischer Bedeutung. Sie zeichnet sich durch die architektonischen Elemente der Laterne auf der Hauptkuppel, der rechteckigen Altarapsis und der Galerie an der Westfassade aus, die für den damaligen Kirchenbau in Serbien einzigartig waren.

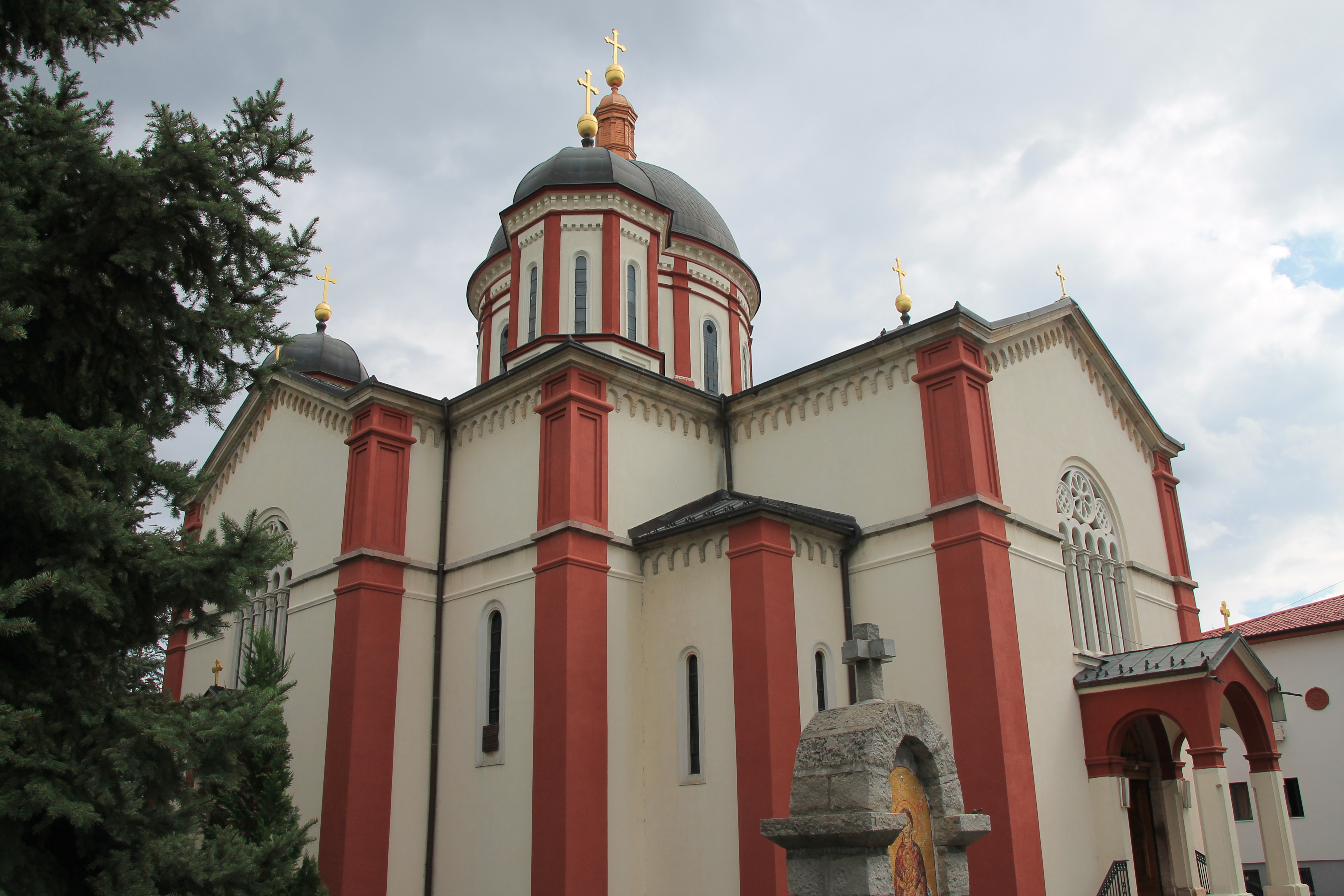
Blick auf die Westseite der Kathedrale

Der Grundriss der Kirche ist ein griechisches Kreuz mit einer rechteckigen Altar-Apsis im Osten. Über dem zentralen Kirchenschiff, an der Kreuzung der Seitenarme der Kathedrale, erhebt sich die auf einem Tambour ruhende runde große Hauptkuppel der Kathedrale mit einem Durchmesser von sieben Metern. An den vier Eckpunkten der Kathedrale stehen jeweils eine kleinere Kuppel mit achteckiger Basis, diagonal zur Hauptkuppel. Die 5 Kuppeln symbolisieren Jesus Christus und die vier Evangelisten (Markus, Lukas, Matthäus und Johannes).
Sie ist aus Stein und Ziegeln erbaut worden. Die halbgewölbten Eingangsportale sind mit erhöhten Treppen versehen, und die Fenster sind mehrteilig aufgebaut mit dünnen Steinsäulen und mit romanischen Arkaden und Reliefrosetten verziert. Die Kränze bestehen aus einer Reihe von blinden Arkaden und Konsolen und erinnern an das Dekor des Klosters Studenica nahe der Stadt Kraljevo. Der Fries auf der Kuppel ist romanisch, ebenso wie der Rest der Fassade. Die Rosetten an der Ost- und Westwand sind ebenfalls romanische Stilelemente.
Neben dem Haupteingang an der Westseite der Kathedrale an der Westgalerie gibt es zwei Seiteneingänge zur Kathedrale auf der Nord- und Südseite sowie einen Eingang zum Altar.
Der Baustil der Kathedrale ist byzantinisch-romanisch. Sie ist im Geiste der traditionellen russischen Bauschule erbaut. Auch Stilelemente der Renaissance sind in der Kathedrale zu finden.

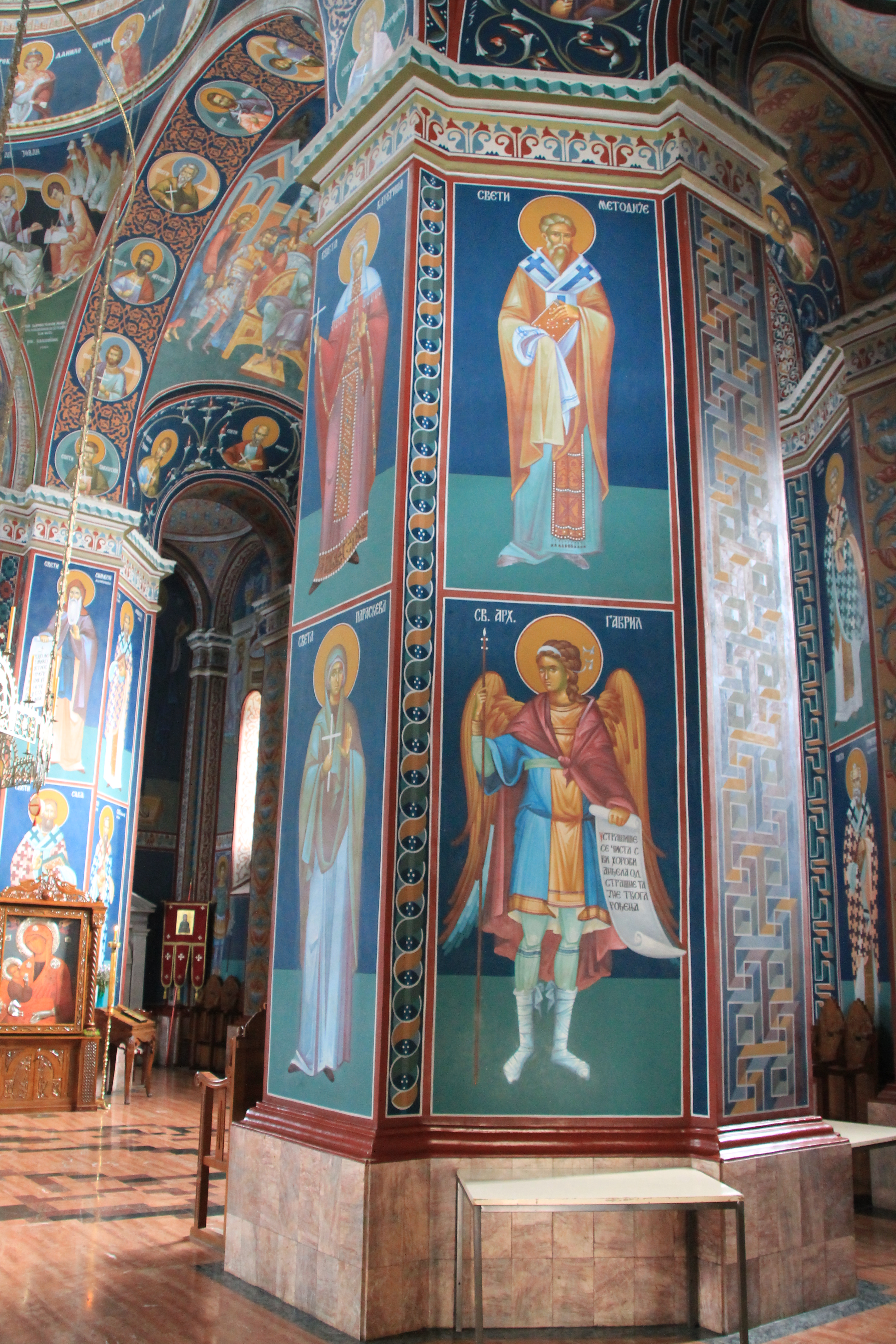
Fresken im Inneren

### Restaurierungen in den 2000er Jahren
Durch die Bemühungen und den Einsatz des heutigen Bischofs Jovan (Mladenović) der Eparchie Šumadija wurden auf die Kuppeln der Kathedrale vergoldete Kreuze gesetzt und die gesamte Dachkonstruktion wurde 2003 renoviert. Im Jahre 2004 wurden die Arbeiten an der Fassade der Kathedrale abgeschlossen: Verputzen, Reinigen und Waschen der Fugen, Verputzen und Streichen der Fassade. 2005 wurde in der Kathedrale ein neuer Marmorboden in Kombination mit Granitstein verlegt und eine Fußbodenheizung eingebaut. Dann wurde im Innenraum eine neue Elektrifizierung installiert. Mit dem Segen von Bischof Jovan wurde die Kanzlei der Kirchengemeinde komplett renoviert.

### Ikonostase
Die Stadt Kragujevac war, wie das ganze Königreich Jugoslawien in der Zeit zwischen den zwei Weltkriegen, ein Zufluchtsort russischer Flüchtlinge, die aus der kommunistischen Sowjetunion geflohen waren. Zu diesen Flüchtlingen gehörten viele Personengruppen, die in der Sowjetunion verfolgt wurden, wie Adelige, geistliche Würdenträger, Offiziere, Professoren und Künstler. Ihr Dasein in der Stadt bemerkte man vor allem im Kulturbereich.
Neben Hr. Maktejev prägte ein weiterer Russe die Gestaltung der Kathedrale.

#### Alte Ikonostase
Dieser war der akademische Maler Andrej Bicenko aus Kursk, der die Ikonen auf der Ikonostase malte. Die Ikonostase der Kathedrale wurde von 1926 bis 1927 vom Offizier Aleksandr Redkin aus Holz geschnitzt.
Die Ikonen der Hl. vier Evangelisten auf der Zarentür (Haupttür einer Ikonostase), die Ikone der Mariä-Entschlafung und die Ikone des Hl. Johannes des Täufers (Südtüre) sind Originalwerke von Bicenko. Während die Ikone des Hl. Sava und des Hl. Simeon eine Kopie der Werke des bekannten serbischen Malers Uroš Predić sind. Die restlichen Ikonen gelten als Kopien alter russischer Maler. Die Ikonostase ist im Geiste des akademischen Realismus gemalt und steht stilistisch der Kirchenmalerei von Uroš Predić nahe, zu dem Andrej Bicenko eine enge Beziehung unterhielt.
Die charakteristischen Merkmale der Ikonostase sind der gold-ocker-braune Farbton, eine sichtbare Linie, die die Umrisse (Konturen) der Heiligen umgibt, und in der Farbgestaltung der Kleidung der Heiligen eine Präferenz zum Ocker und Oliven Ton. Die Ikonostase wurde 1977 im sozialistischen Jugoslawien restauriert.

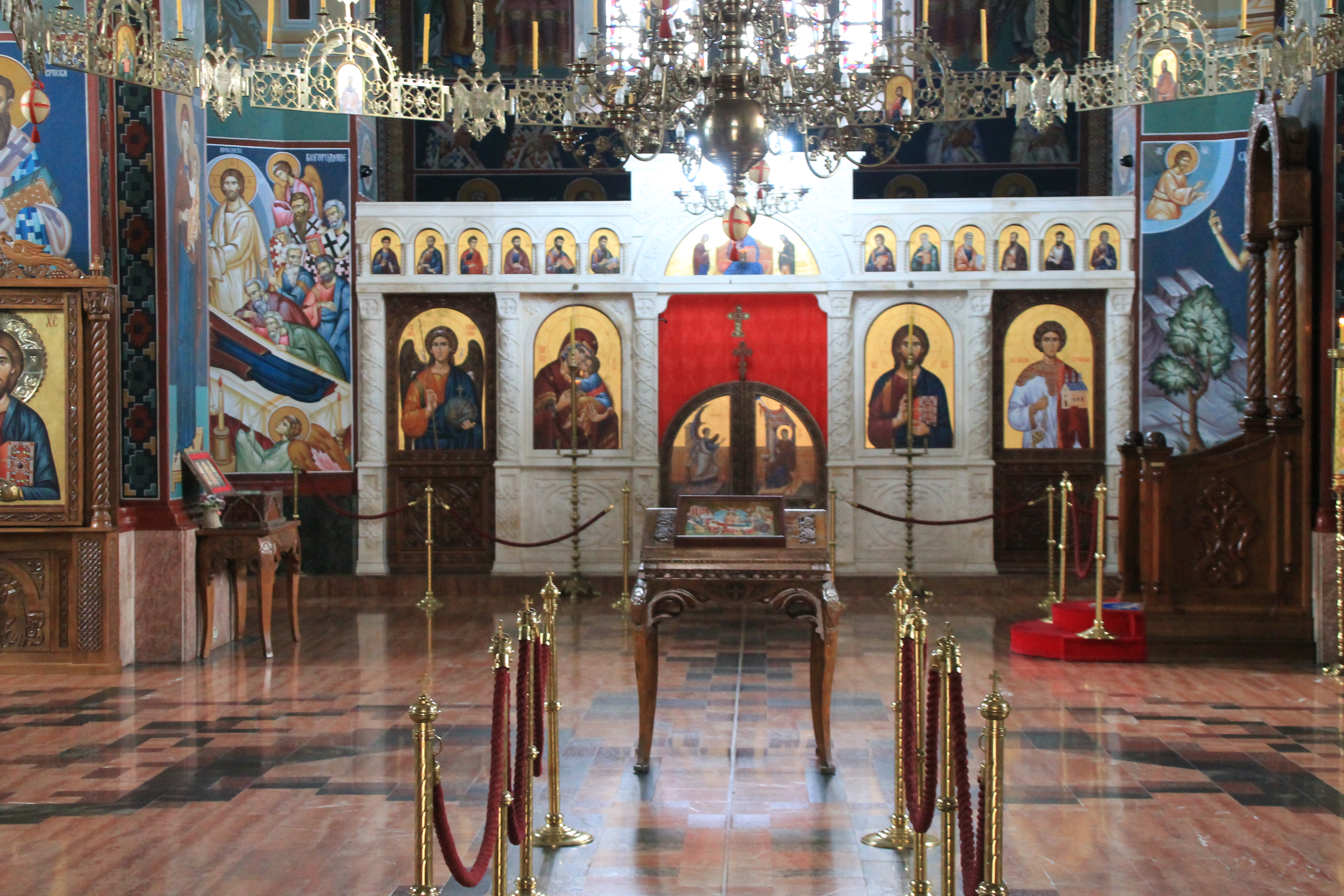
Die neue marmorne Ikonostase der Kathedrale

#### Neue Ikonostase
2014 mit dem Segen von Bischof Jovan (Mladenović) wurde eine neue Marmor-Ikonostase aus Onyx errichtet. Darauf befinden sich die zwei Thronikonen, Jesus Christus und die Allerheilige Gottesmutter Maria, auf der Zarentür ist die Mariä-Verkündigung abgebildet, auf der Nord- und Südtür befinden sich Ikonen des Heiligen Erzengels Michael und des Heiligen Erstmärtyrer und Erzdiakons Stefan, über der Zarentür befindet sich die Deisis (Ikone mit Jesus Christus in der Mitte und der Allerheiligen Gottesmutter Maria und dem Hl. Johannes dem Täufer zu seinen Seiten), rechts und links der Deisis befinden sich die Ikonen der 12 Apostel (jeweils sechs an einer Seite).

### Fresken
Die Kathedrale wurde erstmals 1930 mit Fresken bemalt. Die Fresken waren ein Werk des Malers Voja Kovačević. Im Laufe der Jahre bedeckte der Kerzenruß die Innenwände und der Putz begann abzufallen. Mit der neuen Freskenbemalung der Kathedrale begann man im Jahre 1979, die im Jahre 1992 beendet wurde. Die neue Freskenbemalung geschah in der Amtszeit des damaligen Bischof der Eparchie Šumadija Sava (Vuković) (1930–2001). Die neuen Fresken im byzantinischen Stil sind ein Werk von Nikolaus Kundunakis, Adonis Stergi und Miloje Milinković mit deren Schülern. Die Hauptkuppel schmückt ein Fresko des Christus Pantokrator.

## Belege
- Informationen über die Kathedrale auf der Internetseite der Mariä-Entschlafens-Kathedrale, (serbisch)
- Infos über die Kathedrale auf der Internetseite kulturnonasledje.com, (serbisch)
- Informationen über die Kathedrale auf der Internetseite der Eparchie Šumadija, (serbisch)

Koordinaten: 44° 0′ 42,9″ N, 20° 54′ 43,9″ O